# Justicia (Madrid)
Justicia és un dels sis barris que formen el districte Centro de Madrid. També dins del barri es troba la zona de Chueca, que es va convertir des dels anys 90 en el barri gai de Madrid. Limita al nord amb els barris d'Almagro i Trafalgar, al districte de Chamberí; a l'oest amb Universidad i al sud amb Cortes i Sol, al districte Centro; i a l'est amb Recoletos, al districte de Salamanca. El barri està delimitat pels carrers de Sagasta i Génova al nord, el Passeig de Recoletos a l'oest, el carrer Fuencarral a l'est i la Gran Via de Madrid al sud.